# 沃伊切赫·費倫斯
沃伊切赫·費倫斯（波蘭語：Wojciech Ferens；1991年4月5日—）是一位波蘭排球運動員。他也是波蘭國家男子排球隊的一員，在2015年首次代表波蘭國家隊參賽。他也曾參加2013年夏季世界大學運動會，並獲得亞軍。